# Dimorfodonty
Dimorfodony (Dimorphodontidae) - rodzina pterozaurów z podrzędu Rhamphorhynchoidea.
Żyły w okresie późnego triasu i wczesnej jury na terenach dzisiejszej Europy.

## Rodzaje
- Dimorfodon (Dimorphodon),
- Peteinozaur (Peteinosaurus).